# Druga fala ekonomicznej analizy prawa
Druga fala ekonomicznej analizy prawa (ruch drugiej fali) – nurt rozwijający się w nauce XX wieku, związany z dużym zainteresowaniem środowiska naukowego zależnościami pomiędzy prawem a ekonomią, co wiązało się z ekspansją ekonomii do innych nauk społecznych.

## Uwarunkowania historyczne
Koncepcja stosowania analizy ekonomicznej w zakresie lepszego zrozumienia prawa posiada znacznie dłuższą historię niż omawiany nurt, bowiem tematyki tej podejmowali się już antyczni myśliciele Platon i Arystoteles, a następnie N. Macchiavelli, T. Hobbes oraz twórcy ekonomii A. Smith oraz D. Hume, jednakże dorobek ten nie tworzy zwartego systemu analizy prawa w ujęciu ekonomicznym. Systematyczne, a zarazem spójne studia nad prawem i ekonomią, które uzyskały miano „pierwszej fali ekonomicznej analizy prawa” miały miejsce wśród Niemieckiej Szkoły Historycznej dopiero w XIX stuleciu i dokonywane były w głównej mierze przez ekonomistów. Główną tezą była opozycja do prawa naturalnego oraz traktowanie prawa jako wytworu środowiska społeczno-ekonomicznego.

## Charakterystyka
Zgodnie z jednym ze stanowisk przedstawicieli literatury naukowej, kiedy „ruch pierwszej fali” upadł, w latach trzydziestych XX wieku rozpoczęła się „druga fala ekonomicznej analizy prawa”, która była skutkiem pojawienia się prac dwóch autorów: Guido Calabresiego oraz R.H. Coase’a, którzy podjęli się pierwszej nowoczesnej próby systematycznego wykorzystania ekonomicznej analizy prawa do tych obszarów prawa, które w sposób bezpośredni nie dotykały kwestii ekonomicznych. Jednocześnie istnieje drugie stanowisko w kwestii precyzyjnego określenia czasu narodzenia się „drugiej fali ekonomicznej analizy prawa”, zgodnie z którym ruch ten rozpoczął się wraz z końcem lat pięćdziesiątych XX wieku, kiedy G. Becker podjął badania, w ramach których analizował zachowania pozarynkowe przy pomocy metod ekonomicznych.
„Druga fala” wiązała się z rozwojem na uniwersytecie w Chicago metody badawczej, opierającej się na tworzeniu możliwych do empirycznego zweryfikowania założeń i przeprowadzaniu testów dla potwierdzenia ich prawdziwości. Ruch znalazł zastosowanie do analizy ustaw rządowych, problematyki praworządności, teorii i praktyki postępowania karnego, administracyjnego i egzekucyjnego oraz do prawa konstytucyjnego, w konsekwencji rozciągając analizę ekonomiczną na niemalże wszystkie gałęzie prawa.
W ramach „drugiej fali ekonomicznej analizy prawa” E. Mackaay wyodrębnił pięć faz jej rozwoju: początkową, propozycji paradygmatu, akceptacji paradygmatu, kwestionowania paradygmatu oraz ruchu wstrząśniętego.
Wzrost popularności ruchu ekonomicznej analizy prawa spowodował powstanie nowych periodyków branżowych, takich jak „Journal of Law, Economics & Organization”, „American Law and Economics Review”, „European Journal of Law & Economics”, czy polskiego „Ekonomia i Prawo”, bowiem ruch ten wywarł także wpływ na polską naukę i spowodował powstanie Polskiego Stowarzyszenia Ekonomicznej Analizy Prawa, które zrzesza polskich przedstawicieli świata nauki interesujących się tematyką ekonomicznej analizy prawa, a ponadto zajmuje się promocją tej nauki w kraju za sprawą organizowania licznych konferencji i seminariów.